# Nemo 33

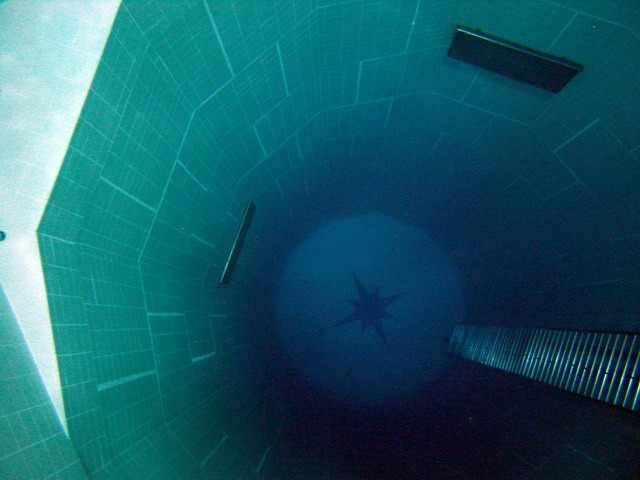
往池底望去的泳池视角

Nemo 33位於比利時首都布魯塞爾，深達34.5米（113英尺）。它含2.5萬公升保持在30℃（86 ° F）無氯、高過濾的泉水，和幾個10米（33英尺）深度的水下洞穴。水下有許多窗戶，讓泳客在不同的深度看到泳池的外面。此泳池是由比利時的潛水專家John Beernaerts設計，可作為多用途潛水教學、娛樂和電影製作設施。

## 外部連結
- Nemo33 Video（页面存档备份，存于）
- Official Site（页面存档备份，存于）
- BBC News: World's Deepest Pool Set To Open（页面存档备份，存于）

50°47′46″N 4°19′01″E / 50.796125°N 4.316892°E